# کینگتون، هرفوردشر
latitudeکینگتون، هرفوردشرlongitudeکینگتون، هرفوردشر
کینگتون، هرفوردشر (به انگلیسی: Kington, Herefordshire) یک شهرک در بریتانیا است که در هرفوردشر واقع شده‌است.

## خصوصیات
کینگتون ۲٬۶۲۶ نفر جمعیت دارد.